# Madantispa minuta
Madantispa minuta is een insect uit de familie van de Mantispidae, die tot de orde netvleugeligen (Neuroptera) behoort. 
Madantispa minuta is voor het eerst wetenschappelijk beschreven door Handschin in 1963.